# Vil·la Teresa (l'Arboç)
Vil·la Teresa és una obra de l'Arboç (Baix Penedès) protegida com a Bé Cultural d'Interès Local.

## Descripció
Torre unifamiliar de planta quadrada i una sola planta d'alçada aixecada per una planta soterrani. Les façanes, de composició simètrica, estan decorades amb una combinació de franges horitzontals amb colors verdosos, per una banda, i una reproducció d'un aparell de maons, per altra banda. Entre totes les obertures, tancades amb persianes de llibret, cal destacar la tribuna semicircular de la façana principal i els dos porxos laterals, tots tres suportats amb columnes de secció quadrada i coronades per capitells amb motius vegetals -una mena d'ordre compost. El volum es remata amb una coberta a quatre aigües que arrenca sobre un ràfec coronat per motius vegetals de pedra, entre els quals destaca el medalló circular central de la façana principal on es pot llegir el nom de la casa: Villa Teresa. A la part central de la coberta hi ha un terrat pla, tancat per una barana de ferro forjat i unes xemeneies amb barret piramidal, sobre el qual s'eleva un penell amb un interessant peu de formes arquejades de ferro forjat.
Destaca el jardí amb una filera de plàtans que porten cap al volum de l'antiga cotxera, una interessant construcció de planta baixa; la tanca de la façana principal -amb pilastres quadrades coronades per florons de pedra i amb barana de ferro forjat de línies molt fines.
Els propietaris han cedit la informació per aquest article